# 马亨箭竹
马亨箭竹（学名：Fargesia communis）为禾本科箭竹属下的一个种。

## 扩展阅读
- 維基物種上的相關：马亨箭竹